# Firou
Firou è un arrondissement del Benin situato nella città di Kérou (dipartimento di Atakora) con 11 933 abitanti (dato 2006).